# Diadelia x-fasciata
Diadelia x-fasciata är en skalbaggsart som beskrevs av Charles Joseph Gahan 1890. Diadelia x-fasciata ingår i släktet Diadelia och familjen långhorningar.
Artens utbredningsområde är Madagaskar. Inga underarter finns listade i Catalogue of Life.